# Svend Sperling
Svend Sperling (18. september 1903 - 23. marts 1995) var en danske advokat og landsholdsspiller i tennis. Han vandt det danske mesterskab i mixed double to gange, 1932 og 1933, begge gange med den tysk fødte Hilde Krahwinkel, som han blev gift med i 1933.